# Heckenwickler

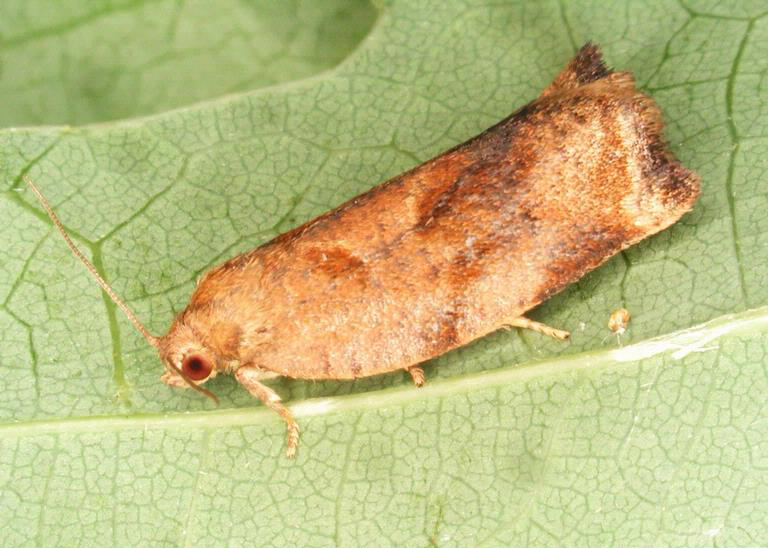
Archips rosana – Seitenansicht

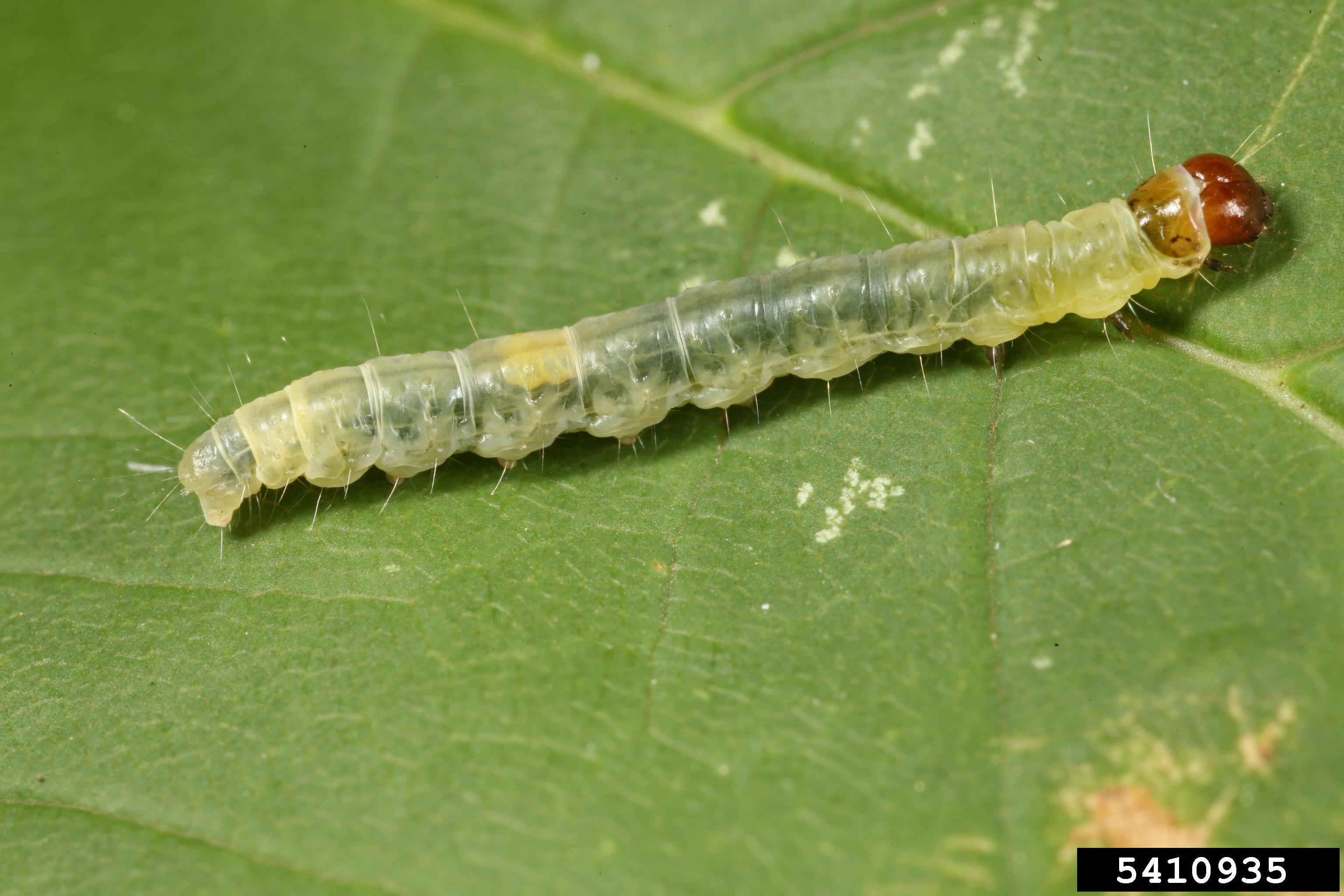
Raupe

Der Heckenwickler (Archips rosana) ist ein Schmetterling (Nachtfalter) aus der Familie der Wickler (Tortricidae).

## Merkmale
Die Falter erreichen eine Flügelspannweite von 15 bis 24 Millimeter. Die hellbraunen Vorderflügel weisen drei dunkelbraune große Flecke auf, wobei der mittlere der größte ist und von der Vorder- bis zur Hinterflügelkante reicht. Die Hinterflügel sind braungrau gefärbt mit einer leicht orange schimmernden Flügelspitze.  
Die Raupen sind hell- und dunkelgrün gefärbt und haben einen dunkelbraunen Kopf. Der Nackenschild ist hellbraun.

## Vorkommen
Archips rosana ist in der Paläarktis heimisch. In der Nearktis wurde die Art vor dem Jahr 1890 eingeschleppt und ist heute im Nordosten und dem pazifischen Nordwesten Nordamerikas verbreitet.

## Lebensweise
Archips rosana nutzt als Wirts- und Futterpflanzen vor allem Rosengewächse (Rosaceae), darunter insbesondere Apfelbäume, aber beispielsweise auch Gräser.
Die weiblichen Falter legen im Schnitt 250 Eier in Portionen zu 50–100 Stück an der Rinde oder an Ästen von Bäumen ab. Die Eier verharren in einer Diapause bis in den folgenden Frühling. Die geschlüpften Raupen fressen an den Knospen und Blättern. Sie rollen die Blätter. Ferner nagen sie an den Blüten und Früchten. Schließlich verpuppen sie sich.
Archips rosana bildet eine Generation im Jahr, die von Juli bis September fliegt. Die Schmetterlinge sind dämmerungsaktiv und werden von Licht angezogen.

## Wirtschaftliche Bedeutung
Die Raupen gelten insbesondere als Schädlinge in Bezug auf Apfel- und Birnbäume sowie Rosen. In Nordamerika werden zusätzlich Haselnusssträucher (Corylus avellana L.) von Archips rosana befallen.

## Taxonomie
In der Literatur findet man folgende Synonyme:
- Phalaena rosana Linnaeus, 1758